# Fußball-Club Gelsenkirchen-Schalke 04 2006-2007
Questa voce raccoglie le informazioni riguardanti il Fußball-Club Gelsenkirchen-Schalke 04 nelle competizioni ufficiali della stagione 2006-2007.

## Stagione
Nella stagione 2006-2007 lo Schalke, allenato da Mirko Slomka, concluse il campionato di Bundesliga al 2º posto. In Coppa di Germania lo Schalke fu eliminato al secondo turno dal Colonia. In Coppa di Lega lo Schalke fu eliminato in Semifinale dal Bayern Monaco. In Coppa UEFA lo Schalke fu eliminato al primo turno dal Nancy.

## Rosa
| N. |                      | Ruolo | Calciatore         |
| -- | -------------------- | ----- | ------------------ |
| 3  | Georgia (bandiera)   | C     | Levan K'obiashvili |
| 5  | Brasile (bandiera)   | D     | Bordon             |
| 6  | Turchia (bandiera)   | C     | Hamit Altıntop     |
| 7  | Uruguay (bandiera)   | C     | Gustavo Varela     |
| 8  | Germania (bandiera)  | C     | Fabian Ernst       |
| 9  | Danimarca (bandiera) | A     | Søren Larsen       |
| 10 | Brasile (bandiera)   | C     | Lincoln            |
| 11 | Danimarca (bandiera) | A     | Peter Løvenkrands  |
| 12 | Germania (bandiera)  | P     | Manuel Neuer       |
| 14 | Germania (bandiera)  | A     | Gerald Asamoah     |
| 15 | Germania (bandiera)  | C     | Timo Kunert        |
| 16 | Uruguay (bandiera)   | D     | Darío Rodríguez    |
| 17 | Germania (bandiera)  | C     | Mesut Özil         |
| 18 | Brasile (bandiera)   | D     | Rafinha            |

| N. |                                 | Ruolo | Calciatore         |
| -- | ------------------------------- | ----- | ------------------ |
| 19 | Turchia (bandiera)              | A     | Halil Altıntop     |
| 20 | Serbia (bandiera)               | D     | Mladen Krstajić    |
| 22 | Germania (bandiera)             | A     | Kevin Kurányi      |
| 23 | Germania (bandiera)             | D     | Benedikt Höwedes   |
| 24 | Germania (bandiera)             | D     | Christian Pander   |
| 25 | Bosnia ed Erzegovina (bandiera) | C     | Zlatan Bajramović  |
| 27 | Germania (bandiera)             | D     | Tim Hoogland       |
| 28 | Germania (bandiera)             | C     | Markus Heppke      |
| 29 | Germania (bandiera)             | A     | Christian Erwig    |
| 30 | Germania (bandiera)             | P     | Dennis Lamczyk     |
| 31 | Polonia (bandiera)              | D     | Sebastian Boenisch |
| 32 | Germania (bandiera)             | D     | Willi Landgraf     |
| 32 | Germania (bandiera)             | P     | Ralf Fährmann      |
| 34 | Croazia (bandiera)              | P     | Toni Tapalović     |

## Organigramma societario
Area tecnica
- Allenatore: Mirko Slomka
- Allenatore in seconda: Nestor El Maestro
- Preparatore dei portieri: Oliver Reck
- Preparatori atletici:

## Calciomercato

### Sessione estiva
| Acquisti | Acquisti          | Acquisti              | Acquisti |
| R.       | Nome              | da                    | Modalità |
| -------- | ----------------- | --------------------- | -------- |
| D        | Mathias Abel      | Magonza               |          |
| A        | Halil Altıntop    | Kaiserslautern        |          |
| C        | Timo Kunert       | Schalke 04 (juniores) |          |
| P        | Dennis Lamczyk    | Schalke 04 (juniores) |          |
| A        | Peter Løvenkrands | Rangers               |          |

| Cessioni | Cessioni             | Cessioni            | Cessioni |
| R.       | Nome                 | da                  | Modalità |
| -------- | -------------------- | ------------------- | -------- |
| C        | Mario Klinger        | Hessen Kassel       |          |
| C        | Mimoun Azaouagh      | Magonza             |          |
| C        | Bilal Aziz           | Osnabrück           |          |
| D        | Niko Bungert         | Kickers Offenbach   |          |
| P        | Christofer Heimeroth | Borussia M'gladbach |          |
| D        | Thomas Kläsener      | Rot-Weiss Essen     |          |
| A        | Joseph Laumann       | Rot Weiss Ahlen     |          |
| C        | Christian Poulsen    | Siviglia            |          |
| D        | Tomasz Wałdoch       | Jagiellonia         |          |

### Sessione invernale
| Acquisti | Acquisti | Acquisti | Acquisti |
| R.       | Nome     | da       | Modalità |
| -------- | -------- | -------- | -------- |

| Cessioni | Cessioni             | Cessioni            | Cessioni |
| R.       | Nome                 | da                  | Modalità |
| -------- | -------------------- | ------------------- | -------- |
| D        | Mathias Abel         | Amburgo             |          |
| P        | Frank Rost           | Amburgo             |          |
| C        | Alexander Baumjohann | Borussia M'gladbach |          |

## Risultati

### Bundesliga

#### Girone di andata
| Arbitro: | Stark |

|              |           |                |
| Altıntop 30’ | Marcatori | 72’ Amanatidīs |

| Arbitro: | Fandel |

|  |           |               |
|  | Marcatori | 53’ Rodríguez |

| Arbitro: | Kircher |

|                         |           |  |
| Kurányi 7’ Altıntop 72’ | Marcatori |  |

| Arbitro: | Gagelmann |

|                  |           |  |
| Giménez 39’, 52’ | Marcatori |  |

| Arbitro: | Gräfe |

|                         |           |  |
| Kurányi 57’ Lincoln 89’ | Marcatori |  |

| Arbitro: | Wack |

|                             |           |           |
| Castro 28’, 47’ Ramelow 56’ | Marcatori | 6’ Bordon |

| Arbitro: | Brych |

|                |           |                         |
| Trochowski 30’ | Marcatori | 15’ Altıntop 52’ Bordon |

| Arbitro: | Fleischer |

|                                 |           |               |
| Bajramović 18’ K'obiashvili 27’ | Marcatori | 52’ Rosenthal |

| Arbitro: | Stark |

|                            |           |  |
| Khedira 32’, 46’ Taşçı 75’ | Marcatori |  |

| Arbitro: | Kircher |

|                                  |           |                     |
| Løvenkrands 13’ K'obiashvili 20’ | Marcatori | 45’ Ottl 52’ Makaay |

| Arbitro: | Sippel |

|  |           |                               |
|  | Marcatori | 11’ (aut.) António 31’ Varela |

| Arbitro: | Perl |

|                                    |           |  |
| Kurányi 13’, 32’ Altıntop 23’, 67’ | Marcatori |  |

| Arbitro: | Fandel |

|               |           |                                                     |
| Radu 28’, 31’ | Marcatori | 4’ Altıntop 15’ Kurányi 51’ Pander 83’ K'obiashvili |

| Arbitro: | Gräfe |

|                             |           |            |
| Rafinha 19’ Løvenkrands 27’ | Marcatori | 49’ Gkekas |

| Norimberga 3 dicembre 2006, ore 17:00 CET 15ª giornata | Norimberga | 0 – 0 referto | Schalke 04 | easyCredit-Stadion (43 242 spett.)\| Arbitro: \| Weiner \| |
| Arbitro:                                               | Weiner     |               |            |                                                            |

| Arbitro: | Stark |

|                                        |           |          |
| Pander 14’ Kurányi 25’ Løvenkrands 47’ | Marcatori | 82’ Frei |

| Arbitro: | Wagner |

|  |           |                |
|  | Marcatori | 82’ Bajramović |

#### Girone di ritorno
| Arbitro: | Fleischer |

|              |           |                             |
| Takahara 48’ | Marcatori | 17’ Varela 70’, 90’ Kurányi |

| Arbitro: | Meyer |

|                                       |           |              |
| Rafinha 23’ (rig.) Sichone 74’ (aut.) | Marcatori | 17’ Ibišević |

| Arbitro: | Fandel |

|  |           |                      |
|  | Marcatori | 20’, 73’ Løvenkrands |

| Arbitro: | Weiner |

|                             |           |  |
| Kurányi 64’ Løvenkrands 75’ | Marcatori |  |

| Arbitro: | Drees |

|                           |           |                  |
| Klimowicz 56’ Paraíba 89’ | Marcatori | 10’, 29’ Kurányi |

| Arbitro: | Gräfe |

|  |           |              |
|  | Marcatori | 85’ Kießling |

| Arbitro: | Stark |

|  |           |                            |
|  | Marcatori | 71’ van der Vaart 80’ Olić |

| Arbitro: | Kircher |

|           |           |             |
| Tarnat 4’ | Marcatori | 2’ Altıntop |

| Arbitro: | Fleischer |

|              |           |  |
| Krstajić 76’ | Marcatori |  |

| Arbitro: | Fandel |

|                            |           |  |
| Makaay 3’ Salihamidžić 78’ | Marcatori |  |

| Arbitro: | Meyer |

|                         |           |  |
| Asamoah 57’ Kurányi 71’ | Marcatori |  |

| Arbitro: | Weiner |

|  |           |                                     |
|  | Marcatori | 10’ Kurányi 34’ Asamoah 71’ Lincoln |

| Arbitro: | Gräfe |

|                            |           |  |
| Rost 59’ (aut.) Bordon 64’ | Marcatori |  |

| Arbitro: | Kircher |

|                          |           |            |
| Misimović 33’ Gkekas 41’ | Marcatori | 8’ Kurányi |

| Arbitro: | Meyer |

|             |           |  |
| Kurányi 64’ | Marcatori |  |

| Arbitro: | Fandel |

|                       |           |  |
| Frei 44’ Smolarek 85’ | Marcatori |  |

| Arbitro: | Brych |

|                          |           |            |
| Lincoln 11’ Altıntop 16’ | Marcatori | 90’ Kučera |

### Coppa di Germania
| Arbitro: | Anklam |

|            |           |                                                                                       |
| Franke 47’ | Marcatori | 12’, 31’ Kurányi 15’, 35’ Asamoah 21’, 73’ Lincoln 56’ Bordon 63’ Altıntop 83’ Varela |

| Arbitro: | Fandel |

|                                                          |           |                               |
| Rodríguez 34’ (aut.) Novakovič 36’ Broich 98’ Chihi 111’ | Marcatori | 55’ Løvenkrands 75’ Rodríguez |

### Coppa di Lega
| Arbitro: | Hamer |

| |                      |                                                                               |
| Bordon 37’                                                                                                 | Marcatori            | 29’ (aut.) Rodríguez                                                          |
| Bajramović Boenisch Rost Kobiashvili Larsen Hal. Altıntop Løvenkrands Ham. Altıntop Baumjohann Abel Larsen | Tiri di rigore 9 – 8 | Babić Rolfes Barbarez Castro Butt Kießling Touré Madouni Ramelow Haggui Babić |

| Arbitro: | Wagner |

|                                     |                      |                           |
| Scholl Hargreaves Santa Cruz Sagnol | Tiri di rigore 4 – 1 | Boenisch Abel Løvenkrands |

### Coppa UEFA
| Arbitro: | Vollquartz |

|            |           |  |
| Larsen 86’ | Marcatori |  |

| Arbitro: | González |

|                                    |           |            |
| André Luiz 18’ Curbelo 24’ Dia 71’ | Marcatori | 78’ Bordon |

## Statistiche

### Statistiche di squadra
| Competizione      | Punti | In casa | In casa | In casa | In casa | In casa | In casa | In trasferta | In trasferta | In trasferta | In trasferta | In trasferta | In trasferta | Totale | Totale | Totale | Totale | Totale | Totale | DR  |
| Competizione      | Punti | G       | V       | N       | P       | Gf      | Gs      | G            | V            | N            | P            | Gf           | Gs           | G      | V      | N      | P      | Gf     | Gs     | DR  |
| ----------------- | ----- | ------- | ------- | ------- | ------- | ------- | ------- | ------------ | ------------ | ------------ | ------------ | ------------ | ------------ | ------ | ------ | ------ | ------ | ------ | ------ | --- |
| Bundesliga        | 68    | 17      | 13      | 2       | 2       | 30      | 11      | 17           | 8            | 3            | 6            | 23           | 21           | 34     | 21     | 5      | 8      | 53     | 32     | +21 |
| Coppa di Germania | -     | 0       | 0       | 0       | 0       | 0       | 0       | 2            | 1            | 0            | 1            | 11           | 5            | 2      | 1      | 0      | 1      | 11     | 5      | +6  |
| Coppa di Lega     | -     | 1       | 0       | 1       | 0       | 1       | 1       | 1            | 0            | 1            | 0            | 0            | 0            | 2      | 0      | 2      | 0      | 1      | 1      | 0   |
| Coppa UEFA        | -     | 1       | 1       | 0       | 0       | 1       | 0       | 1            | 0            | 0            | 1            | 1            | 3            | 2      | 1      | 0      | 1      | 2      | 3      | -1  |
| Totale            | 68    | 19      | 14      | 3       | 2       | 32      | 12      | 21           | 9            | 4            | 8            | 35           | 29           | 40     | 23     | 7      | 10     | 67     | 41     | +26 |

### Andamento in campionato
| Giornata  | 1 | 2 | 3 | 4 | 5 | 6 | 7 | 8 | 9 | 10 | 11 | 12 | 13 | 14 | 15 | 16 | 17 | 18 | 19 | 20 | 21 | 22 | 23 | 24 | 25 | 26 | 27 | 28 | 29 | 30 | 31 | 32 | 33 | 34 |
| --------- | - | - | - | - | - | - | - | - | - | -- | -- | -- | -- | -- | -- | -- | -- | -- | -- | -- | -- | -- | -- | -- | -- | -- | -- | -- | -- | -- | -- | -- | -- | -- |
| Luogo     | C | T | C | T | C | T | T | C | T | C  | T  | C  | T  | C  | T  | C  | T  | T  | C  | T  | C  | T  | C  | C  | T  | C  | T  | C  | T  | C  | T  | C  | T  | C  |
| Risultato | N | V | V | P | V | P | V | V | P | N  | V  | V  | V  | V  | N  | V  | V  | V  | V  | V  | V  | N  | P  | P  | N  | V  | P  | V  | V  | V  | P  | V  | P  | V  |
| Posizione | 7 | 6 | 2 | 6 | 2 | 5 | 3 | 2 | 3 | 4  | 3  | 3  | 1  | 1  | 2  | 2  | 2  | 2  | 2  | 1  | 1  | 1  | 1  | 1  | 1  | 1  | 1  | 1  | 1  | 1  | 1  | 1  | 2  | 2  |

Legenda:

Luogo: C = Casa; T = Trasferta. Risultato: V = Vittoria; N = Pareggio; P = Sconfitta.

### Statistiche dei giocatori
| Giocatore       | Bundesliga | Bundesliga | Bundesliga  | Bundesliga | Coppa di Germania | Coppa di Germania | Coppa di Germania | Coppa di Germania | Coppa di Lega | Coppa di Lega | Coppa di Lega | Coppa di Lega | Coppa UEFA | Coppa UEFA | Coppa UEFA  | Coppa UEFA | Totale   | Totale | Totale      | Totale     |
| Giocatore       | Presenze   | Reti       | Ammonizioni | Espulsioni | Presenze          | Reti              | Ammonizioni       | Espulsioni        | Presenze      | Reti          | Ammonizioni   | Espulsioni    | Presenze   | Reti       | Ammonizioni | Espulsioni | Presenze | Reti   | Ammonizioni | Espulsioni |
| --------------- | ---------- | ---------- | ----------- | ---------- | ----------------- | ----------------- | ----------------- | ----------------- | ------------- | ------------- | ------------- | ------------- | ---------- | ---------- | ----------- | ---------- | -------- | ------ | ----------- | ---------- |
| M. Abel         | 1          | 0          | 0           | 0          | 1                 | 0                 | 0                 | 0                 | 2             | 0             | 0             | 0             | 0          | 0          | 0           | 0          | 4        | 0      | 0           | 0          |
| H. Altıntop     | 34         | 6          | 3           | 0          | 2                 | 1                 | 0                 | 0                 | 2             | 0             | 0             | 0             | 2          | 0          | 0           | 0          | 40       | 7      | 3           | 0          |
| H. Altıntop     | 31         | 2          | 4           | 0          | 2                 | 0                 | 1                 | 0                 | 2             | 0             | 0             | 0             | 2          | 0          | 0           | 0          | 37       | 2      | 5           | 0          |
| G. Asamoah      | 13         | 2          | 1           | 0          | 1                 | 2                 | 0                 | 0                 | 0             | 0             | 0             | 0             | 2          | 0          | 0           | 0          | 16       | 4      | 1           | 0          |
| Z. Bajramović   | 27         | 2          | 7           | 0          | 1                 | 0                 | 0                 | 1                 | 2             | 0             | 0             | 0             | 2          | 0          | 0           | 0          | 32       | 2      | 7           | 1          |
| A. Baumjohann   | 1          | 0          | 0           | 0          | 0                 | 0                 | 0                 | 0                 | 1             | 0             | 0             | 0             | 0          | 0          | 0           | 0          | 2        | 0      | 0           | 0          |
| S. Boenisch     | 8          | 0          | 1           | 0          | 0                 | 0                 | 0                 | 0                 | 2             | 0             | 1             | 0             | 0          | 0          | 0           | 0          | 10       | 0      | 2           | 0          |
| M. Bordon       | 28         | 3          | 7           | 0          | 2                 | 1                 | 0                 | 0                 | 2             | 1             | 0             | 0             | 2          | 1          | 0           | 0          | 34       | 6      | 7           | 0          |
| F. Ernst        | 26         | 0          | 7           | 0          | 1                 | 0                 | 0                 | 0                 | 0             | 0             | 0             | 0             | 1          | 0          | 1           | 0          | 28       | 0      | 8           | 0          |
| C. Erwig        | 1          | 0          | 0           | 0          | 0                 | 0                 | 0                 | 0                 | 0             | 0             | 0             | 0             | 0          | 0          | 0           | 0          | 1        | 0      | 0           | 0          |
| R. Fährmann     | 0          | 0          | 0           | 0          | 0                 | 0                 | 0                 | 0                 | 0             | 0             | 0             | 0             | 0          | 0          | 0           | 0          | 0        | 0      | 0           | 0          |
| M. Heppke       | 1          | 0          | 0           | 0          | 0                 | 0                 | 0                 | 0                 | 1             | 0             | 0             | 0             | 0          | 0          | 0           | 0          | 2        | 0      | 0           | 0          |
| T. Hoogland     | 9          | 0          | 0           | 0          | 1                 | 0                 | 0                 | 0                 | 0             | 0             | 0             | 0             | 0          | 0          | 0           | 0          | 10       | 0      | 0           | 0          |
| B. Höwedes      | 0          | 0          | 0           | 0          | 0                 | 0                 | 0                 | 0                 | 0             | 0             | 0             | 0             | 0          | 0          | 0           | 0          | 0        | 0      | 0           | 0          |
| M. Klinger      | 0          | 0          | 0           | 0          | 0                 | 0                 | 0                 | 0                 | 0             | 0             | 0             | 0             | 0          | 0          | 0           | 0          | 0        | 0      | 0           | 0          |
| L. K'obiashvili | 29         | 3          | 6           | 0          | 1                 | 0                 | 0                 | 0                 | 2             | 0             | 0             | 0             | 1          | 0          | 0           | 0          | 33       | 3      | 6           | 0          |
| M. Krstajić     | 27         | 1          | 3           | 1          | 2                 | 0                 | 0                 | 0                 | 0             | 0             | 0             | 0             | 0          | 0          | 0           | 0          | 29       | 1      | 3           | 1          |
| T. Kunert       | 1          | 0          | 0           | 0          | 0                 | 0                 | 0                 | 0                 | 0             | 0             | 0             | 0             | 0          | 0          | 0           | 0          | 1        | 0      | 0           | 0          |
| K. Kurányi      | 34         | 15         | 4           | 0          | 2                 | 2                 | 0                 | 0                 | 0             | 0             | 0             | 0             | 2          | 0          | 2           | 0          | 38       | 17     | 6           | 0          |
| D. Lamczyk      | 0          | 0          | 0           | 0          | 0                 | 0                 | 0                 | 0                 | 0             | 0             | 0             | 0             | 0          | 0          | 0           | 0          | 0        | 0      | 0           | 0          |
| W. Landgraf     | 0          | 0          | 0           | 0          | 0                 | 0                 | 0                 | 0                 | 0             | 0             | 0             | 0             | 0          | 0          | 0           | 0          | 0        | 0      | 0           | 0          |
| S. Larsen       | 11         | 0          | 1           | 0          | 1                 | 0                 | 0                 | 0                 | 2             | 0             | 0             | 0             | 1          | 1          | 0           | 0          | 15       | 1      | 1           | 0          |
| L. Lincoln      | 23         | 3          | 4           | 1          | 2                 | 2                 | 1                 | 0                 | 0             | 0             | 0             | 0             | 2          | 0          | 0           | 0          | 27       | 5      | 5           | 1          |
| P. Løvenkrands  | 24         | 6          | 1           | 0          | 2                 | 1                 | 0                 | 0                 | 2             | 0             | 0             | 0             | 2          | 0          | 0           | 0          | 30       | 7      | 1           | 0          |
| M. Neuer        | 27         | 0          | 1           | 0          | 0                 | 0                 | 0                 | 0                 | 0             | 0             | 0             | 0             | 0          | 0          | 0           | 0          | 27       | 0      | 1           | 0          |
| C. Pander       | 16         | 2          | 0           | 0          | 0                 | 0                 | 0                 | 0                 | 0             | 0             | 0             | 0             | 0          | 0          | 0           | 0          | 16       | 2      | 0           | 0          |
| R. Rafinha      | 31         | 2          | 8           | 0          | 2                 | 0                 | 1                 | 0                 | 0             | 0             | 0             | 0             | 2          | 0          | 1           | 0          | 35       | 2      | 10          | 0          |
| D. Rodríguez    | 26         | 1          | 6           | 0          | 1                 | 1                 | 1                 | 0                 | 2             | 0             | 0             | 0             | 2          | 0          | 0           | 0          | 31       | 2      | 7           | 0          |
| F. Rost         | 7          | 0          | 0           | 0          | 2                 | 0                 | 0                 | 0                 | 2             | 0             | 0             | 0             | 2          | 0          | 0           | 0          | 13       | 0      | 0           | 0          |
| T. Tapalović    | 0          | 0          | 0           | 0          | 0                 | 0                 | 0                 | 0                 | 0             | 0             | 0             | 0             | 0          | 0          | 0           | 0          | 0        | 0      | 0           | 0          |
| G. Varela       | 18         | 2          | 2           | 0          | 1                 | 1                 | 0                 | 0                 | 2             | 0             | 0             | 0             | 2          | 0          | 0           | 0          | 23       | 3      | 2           | 0          |
| M. Özil         | 19         | 0          | 1           | 0          | 1                 | 0                 | 0                 | 0                 | 2             | 0             | 0             | 0             | 1          | 0          | 0           | 0          | 23       | 0      | 1           | 0          |